# God's Project
God's Project è il quarto album degli Aventura. Questo album in Italia è arrivato alla posizione numero 32.

## Tracce
| #  | Titolo                                                       | Titolo tradotto                                              | Durata |
| -- | ------------------------------------------------------------ | ------------------------------------------------------------ | ------ |
| 1  | "Intro"                                                      | "Intro"                                                      | 1:24   |
| 2  | "Angelito"                                                   | "Little Angel"                                               | 4:53   |
| 3  | "La Boda"                                                    | "The Wedding"                                                | 4:49   |
| 4  | "Un Chi Chi"                                                 | "A Baby"                                                     | 3:59   |
| 5  | "Volvió la Traicionera"                                      | "The Traitoress Came Back"                                   | 3:23   |
| 6  | "La Niña"                                                    | "The Girl"                                                   | 4:53   |
| 7  | "Our Song"                                                   | "Our Song"                                                   | 4:28   |
| 8  | "Bar Skit"                                                   | "Bar Skit"                                                   | 0:49   |
| 9  | "Ella y Yo" (Ft. Don Omar)                                   | "She and I" (Ft. Don Omar)                                   | 4:27   |
| 10 | "Un Beso"                                                    | "A Kiss"                                                     | 4:23   |
| 11 | "Voy Malacostrumbrado"                                       | "I'm Not Used To It"                                         | 4:33   |
| 12 | "Ciego de Amor"                                              | "Blind to Love"                                              | 5:08   |
| 13 | "Audition Skit"                                              | "Audition Skit"                                              | 6:47   |
| 14 | "Por tu Orgullo"                                             | "Because of Your Pride"                                      | 4:19   |
| 15 | "You're Lying (Ft. Nina Sky) /We Got the Crown (Live) Remix" | "You're Lying (Ft. Nina Sky) /We Got the Crown (Live) Remix" | 9:27   |

## Classifiche
| Classifica (2005)           | Posizione massima |
| --------------------------- | ----------------- |
| Francia                     | 20                |
| Italia                      | 32                |
| Stati Uniti Top Latin Album | 5                 |
| Svizzera                    | 2                 |